# إيفان فيريبيلي
إيفان فيريبيلي، (إيفان واينبرغ) (7 ديسمبر 1937 في بودابست ، المجر - 23 سبتمبر 2020) هو ممثل وكوميدي مجري.

## الجوائز
- 1972. جائزة Jászai Mari [3][4]
- 2008. وسام الصليب الفارس للجمهورية المجرية (Magyar Köztársasági Érdemrend lovagkeresztje) [5]

## روابط خارجية
- إيفان فيريبيلي في قاعدة بيانات الأفلام على الإنترنت